# Dennis Hadžikadunić
Dennis Hadžikadunić (Malmö, 9 juli 1998) is een voetballer met zowel de Zweedse als Bosnische nationaliteit die doorgaans als centrale verdediger speelt. Hij maakte in 2016 zijn debuut in het betaald voetbal voor Malmö FF in de Allsvenskan. Sinds 2019 staat hij onder contract bij het Russische FK Rostov. In juli 2023 werd hij verhuurd aan Hamburger SV, een overeenkomst die na één seizoen met een jaar werd verlengd. In oktober 2020 debuteerde hij als international voor Bosnië en Herzegovina.

## Clubloopbaan

### Jeugd
Hadžikadunić begon op jonge leeftijd met voetballen bij BK Olympic en maakte op 14-jarige leeftijd de overstap naar de jeugdopleiding van stadsgenoot Malmö FF. Hij doorliep alle jeugdteams en kwam uiteindelijk uit voor zowel de onder-19 als de onder-21. Op 9 augustus 2014 maakte hij zijn debuut in de onder-21 tijdens een uitwedstrijd tegen Helsingborgs IF Enkele weken later volgde zijn eerste optreden voor de onder 19 in een uitwedstrijd tegen Östers IF. Gedurende drie seizoenen kwam hij regelmatig in actie voor beide elftallen: 46 wedstrijden voor de onder 19 en 28 voor de onder 21. In deze periode werd hij ook incidenteel betrokken bij het eerste elftal. 
In de seizoenen 2015 en 2016 nam hij met Malmö FF –19 deel aan de UEFA Youth League, doordat het eerste elftal zich in beide jaren had geplaatst voor de groepsfase van de Champions League. Hadžikadunić speelde zeven wedstrijden in het toernooi en scoorde eenmaal, in de wedstrijd tegen Sjachtar Donetsk. In 2016 werd hij kampioen met het onder 19-team door in de finale met 3–1 te winnen van IF Elfsborg. Zijn laatste jeugdwedstrijd voor Malmö FF speelde hij op 30 september 2017 tegen Falkenbergs FF.

### Malmö FF
Tijdens de voorbereiding op het seizoen 2016 trainde Hadžikadunić geregeld mee met het eerste elftal van Malmö FF en maakte hij zijn officieuze debuut in een oefenwedstrijd tegen HJK Helsinki. In de 25e speelronde werd hij door trainer Allan Kuhn voor het eerst opgenomen in de wedstrijdselectie, vanwege blessures en ziektegevallen in de selectie. Samen met jeugdspeler Samuel Adrian zat hij op de bank tijdens de met 2–4 gewonnen uitwedstrijd tegen BK Häcken , maar kwam niet in actie. Zijn officiële debuut in de Allsvenskan volgde enkele weken later, op 30 oktober 2016, in de 28e speelronde. Tijdens de met 1–0 verloren uitwedstrijd tegen Gefle IF viel hij in de 66e minuut in voor Kári Árnason. Ondanks zijn beperkte speeltijd dat seizoen werd hij met Malmö FF landskampioen.
Vanwege zijn ontwikkeling bood de club hem na afloop van het seizoen een stagecontract aan tot medio 2018. In het seizoen 2017 zat Hadžikadunić regelmatig bij de wedstrijdselectie en kwam hij driemaal als invaller in actie tijdens het 20ste kampioensjaar van Malmö FF. In september 2017 tekende hij een volwaardig profcontract tot en met 2020. Op de laatste speeldag van het seizoen maakte hij zijn basisdebuut in de met 1–2 verloren thuiswedstrijd tegen BK Häcken, waarin hij de volledige wedstrijd speelde.
Door de aanwezigheid van ervaren verdedigers als  Lasse Nielsen, Andreas Vindheim en Anton Tinnerholm kreeg Hadžikadunić echter weinig speeltijd. Om zijn ontwikkeling voort te zetten werd besloten hem tijdelijk te verhuren. In januari 2018 werd hij voor een half seizoen uitgeleend aan het net gepromoveerde Trelleborgs FF. Na zijn terugkeer in Malmö kreeg hij, ondanks een nog doorlopend contract van anderhalf jaar, geen speeltijd meer in het eerste elftal. In januari 2019 maakte hij de overstap naar het Russische FK Rostov.

#### Verhuur aan Trelleborgs FF
Hadžikadunić maakte op 25 februari 2018 zijn debuut voor Trelleborgs FF tijdens de groepswedstrijd van de Svenska Cupen, waarin met 2-1 werd verloren van Kalmar FF. Hij speelde de volledige wedstrijd mee. Op 1 april volgde zijn competitiedebuut voor de club uit de Zweedse havenstad, in een met 3-1 verloren thuiswedstrijd tegen IFK Göteborg. Tijdens de eerste helft van het seizoen 2018 miste hij slechts twee competitiewedstrijden.[3] Zijn laatste optreden was op 7 juli, toen Trelleborgs in eigen huis met 4-1 verloor van AIK Solna. 

### FK Rostov
In juli 2018 maakte Hadžikadunić de overstap naar het Russische FK Rostov, waar hij een vijfjarig contract tekende en zich aansloot bij zijn landgenoot Anton Salétros. Op 26 september 2018 maakte hij zijn debuut voor de Zuid-Russische club tijdens de vijfde ronde van de Russische voetbalbeker. Trainer  Valeri Karpin zette hem als linksback in de met 0-4 gewonnen uitwedstrijd tegen Syzran-2003. Op 1 november 2018 scoorde hij zijn eerste officiële doelpunt in de achtste finale van de beker, toen hij in de met 3-1 gewonnen thuiswedstrijd tegen Zenit Sint-Petersburg na een assist van Artur Yusupov de 3-1 maakte.
In de competitie begon Hadžikadunić het seizoen 2018/19 vooral op de reservebank. Op 10 november 2018 maakte hij tijdens de 14e competitieronde zijn debuut in de Premjer-Liga. Hij startte in het basiselftal in de thuiswedstrijd tegen Dinamo Moskou, die in een 0-0 gelijkspel eindigde. Tijdens zijn tweede seizoen (2019/20) bij Rostov kwam hij aanvankelijk niet in het basiselftal en speelde hij alleen mee in de bekerwedstrijd tegen Mordovia Saransk. Vanaf de 15e competitieronde, toen hij tijdens de met 1-3 gewonnen uitwedstrijd tegen CSKA Moskou in de basis startte, was hij een vaste waarde en speelde hij de rest van het seizoen 2019/20 vrijwel alle wedstrijden.[6] 
Tijdens de coronapandemie kreeg Hadžikadunić samen met vijf teamgenoten COVID-19,waardoor hij twee competitiewedstrijden moest missen. Op 8 juli 2020 scoorde hij zijn eerste competitiedoelpunt voor Rostov, uit een corner in de thuiswedstrijd tegen FK Ufa(1-2 nederlaag). Rostov eindigde dat seizoen als vijfde en plaatste zich voor de kwalificaties van de Europa League. In het seizoen 2020/21 was Hadžikadunić niet meer weg te denken uit het basiselftal van trainer Karpin. Hij speelde 27 van de 30 competitiewedstrijden, waarvan 25 in de basis, en maakte zijn tweede competitiedoelpunt tijdens een met 1-4 verloren uitwedstrijd tegen Lokomotiv Moskou. Op 24 september 2020 maakte hij zijn Europees debuut in de met 1-2 verloren thuiswedstrijd tegen Maccabi Haifa. 
In het seizoen 2021/22 verloor Hadžikadunić zijn vaste basisplaats en zat hij vaker op de reservebank. Door de Russische invasie van Oekraïne weigerde hij nog voor Rostov te spelen en maakte gebruik van een FIFA-regeling waarmee buitenlandse spelers hun contract tijdelijk konden opschorten. Hierdoor keerde hij voor het seizoen 2022/23 terug naar Malmö FF. Na zijn terugkeer in Rusland weigerde Hadžikadunić opnieuw voor FK Rostov te spelen en werd hij voor het seizoen 2022/23 uitgeleend aan Real Mallorca. Aanvankelijk weigerde Rostov mee te werken aan de transfer, omdat zij niet bij de overgang betrokken waren geweest. Uiteindelijk stemde de club alsnog in met de uitleenperiode, waardoor de transfer kon doorgaan. Het seizoen (2023/24) daarna werd hij uitgeleend aan het Duitse Hamburger SV, waar hij zich verder ontwikkelde en een belangrijke rol in de verdediging vervulde. De huurperiode werd in juli 2023 met een jaar verlengd.  

#### Verhuur aan Malmö FF
Op 20 maart 2022 maakte Hadžikadunić zijn rentree voor Malmö FF door 23 minuten voor tijd in te vallen voor Anders Christiansen tijdens de halve finale van de Svenska Cupen, een uitwedstrijd die met 0-1 werd gewonnen van Djurgårdens IF. Dankzij deze overwinning bereikte Malmö FF de finale, die op 26 mei na strafschoppen werd gewonnen van Hammarby IF Hadžikadunić speelde in die finale de volledige 120 minuten mee en behaalde zo zijn derde prijs met de Zweedse club. Door het kampioenschap van het voorgaande seizoen maakte hij op 5 juli 2022 zijn debuut in de Champions League-kwalificaties. Hij stond in de basis tijdens de met 3-2 gewonnen thuiswedstrijd in de eerste kwalificatieronde tegen Víkingur Reykjavík. Na een 3-3 gelijkspel in IJsland werd Malmö FF in de volgende ronde uitgeschakeld door FK Žalgiris; Hadžikadunić speelde de heenwedstrijd in Litouwen, maar zat in de return op de bank.  In de competitie groeide Hadžikadunić uit tot een vaste waarde en speelde hij het merendeel van de wedstrijden. Hij scoorde zijn eerste doelpunt in de Allsvenskan tijdens de met 1-2 gewonnen derby tegen Helsingborgs IF, waarbij hij in de 63e minuut na een voorzet van Lasse Nielsen het winnende doelpunt maakte.

#### Verhuur aan Real Mallorca
Hadžikadunić werd door Real Mallorca gehuurd tot 30 juni 2023, waarbij de Spaanse club een optie tot koop bedong om hem na afloop definitief over te nemen. Hij werd gehaald als vervanger van de Argentijn Franco Russo, die was vertrokken naar Ludogorets. Het begin was zwaar voor Hadžikadunić; hij had tweeënhalve maand niet gespeeld, raakte ziek en moest wennen aan het spelsysteem van de club, waardoor hij de eerste wedstrijden op de reservebank begon. Op de 28e speeldag maakte trainer Javier Aguirre zijn debuut in de uitwedstrijd tegen  Real Valladolid. In het Nuevo José Zorrilla eindigde de wedstrijd in een 3-3 gelijkspel. Hadžikadunić speelde de volledige wedstrijd en kwam in de resterende duels zeven keer als basisspeler in actie, terwijl hij één keer als wissel werd ingebracht. De laatste twee wedstrijden van het seizoen moest hij vanwege een spierblessure aan zich voorbij laten gaan. Aan het einde van het seizoen 2022/23 besloot Real Mallorca de optie tot koop niet te lichten.

#### Verhuur aan Hamburger SV
Hadžikadunić werd voor het seizoen 2023/24 door Hamburger SV gehuurd. Vanwege een spierblessure miste hij de openingswedstrijd tegen Schalke 04. Op 6 augustus 2023 maakte hij zijn debuut als centrale verdediger in de met 2–2 gelijkgespeelde uitwedstrijd tegen Karlsruher SC. In de daaropvolgende weken kreeg hij van trainer Tim Walter een basisplaats. Op 24 november 2023, tijdens de 14e speelronde, werd hij vanwege een vijfde gele kaart geschorst voor de wedstrijd tegen Eintracht Braunschweig, waarna hij zijn plek in de basis verloor. Op 9 februari 2024 keerde hij terug in de ploeg in de met 3–4 verloren thuiswedstrijd tegen Hannover 96. Hij kwam na rust in het veld en maakte binnen twee minuten zijn eerste doelpunt voor HSV. Hij beëindigde de wedstrijd niet, omdat hij in de slotfase twee gele kaarten ontving van scheidsrechter Sören Storks. Na deze wedstrijd werd Walter ontslagen en opgevolgd door Steffen Baumgart.  Onder de nieuwe trainer heroverde Hadžikadunić zijn basisplaats. HSV eindigde dat seizoen op de vierde plaats en miste daarmee voor het zesde jaar op rij promotie naar de Bundesliga.
Vanwege de aanhoudende oorlogssituatie in Oekraïne werd Hadžikadunić ook voor het seizoen 2024/25 gehuurd. Hij begon opnieuw als basisspeler en vormde samen met Sebastian Schonlau en Jonas Meffert het hart van de verdediging. Hadžikadunić speelde de eerste competitiewedstrijden onafgebroken, tot hij in oktober uitviel met een knieblessure, waardoor hij vijf weken niet inzetbaar was Tijdens zijn revalidatie werd Baumgart ontslagen wegens tegenvallende resultaten en vervangen door diens assistent Merlin Polzin. Onder Polzin keerde Hadžikadunić terug in de basis en bleef hij een vaste waarde, totdat hij twee wedstrijden voor het einde van het seizoen opnieuw geblesseerd raakte. In de uitwedstrijd tegen SV Darmstadt 98 scheurde hij de banden in zijn rechterenkel. Daardoor miste hij de slotfase van het seizoen, waarin Hamburger SV de tweede plaats veroverde en na 2.555 dagen terugkeerde op het hoogste niveau.

## Clubstatistieken
| Seizoen                    | Club             | Competitie      | Competitie | Competitie | Beker | Beker | Internationaal | Internationaal | Overig | Overig | Totaal | Totaal |
| Seizoen                    | Club             | Competitie      | Wed.       | Dlp.       | Wed.  | Dlp.  | Wed.           | Dlp.           | Wed.   | Dlp.   | Wed.   | Dlp.   |
| -------------------------- | ---------------- | --------------- | ---------- | ---------- | ----- | ----- | -------------- | -------------- | ------ | ------ | ------ | ------ |
| 2016                       | Malmö FF         | Allsvenskan     | 1          | 0          | –     | –     | –              | –              | –      | –      | 1      | 0      |
| 2017                       | Malmö FF         | Allsvenskan     | 4          | 0          | –     | –     | –              | –              | –      | –      | 4      | 0      |
| 2018                       | → Trelleborgs FF | Allsvenskan     | 10         | 0          | 2     | 0     | –              | –              | –      | –      | 12     | 0      |
| 2018/19                    | FK Rostov        | Premjer-Liga    | 8          | 0          | 4     | 1     | –              | –              | –      | –      | 12     | 1      |
| 2019/20                    | FK Rostov        | Premjer-Liga    | 17         | 1          | 2     | 0     | –              | –              | –      | –      | 19     | 1      |
| 2020/21                    | FK Rostov        | Premjer-Liga    | 25         | 1          | 1     | 0     | 1              | 0              | –      | –      | 27     | 1      |
| 2021/22                    | FK Rostov        | Premjer-Liga    | 10         | 0          | –     | –     | –              | –              | –      | –      | 10     | 0      |
| 2022                       | → Malmö FF       | Allsvenskan     | 25         | 1          | 2     | 0     | 12             | 0              | –      | –      | 39     | 1      |
| 2022/23                    | → Mallorca       | LaLiga          | 8          | 0          | –     | –     | –              | –              | –      | –      | 8      | 0      |
| 2023/24                    | → Hamburger SV   | 2.Bundesliga    | 24         | 1          | 3     | 0     | –              | –              | –      | –      | 27     | 1      |
| 2024/25                    | → Hamburger SV   | 2.Bundesliga    | 25         | 1          | –     | –     | –              | –              | –      | –      | 25     | 1      |
| Carrière totaal            | Carrière totaal  | Carrière totaal | 157        | 5          | 14    | 1     | 13             | 0              | –      | –      | 184    | 6      |
| Bijgewerkt tot 25 mei 2025 |                  |                 |            |            |       |       |                |                |        |        |        |        |

## Interlandloopbaan
Hadžikadunić kwam uit voor diverse Zweedse jeugdelftallen, waarvoor hij in totaal 35 interlands speelde. Hij nam met deze teams niet deel aan een eindtoernooi. In deze periode speelde hij samen met onder anderen Adam Hellborg, Max Svensson, Daleho Irandust en Thomas Isherwood. In de zomer van 2020 maakte Hadžikadunić bekend voortaan uit te willen komen voor het nationale elftal van Bosnië en Herzegovina, het land van zijn afkomst. In september 2020 keurde de FIFA zijn verzoek tot een wissel van sportnationaliteit goed. Op 11 oktober 2020 maakte hij zijn debuut voor Bosnië en Herzegovina in de Nations League-wedstrijd tegen Nederland.

### Zweedse jeugdelftallen
Op 27 april 2014 maakte Hadžikadunić zijn debuut voor een Zweeds jeugdelftal in een oefeninterland van Zweden –16 tegen Letland –17. De wedstrijd maakte deel uit van een vierlandentoernooi in Estland dat georganiseerd werd in het kader van een UEFA-ontwikkelingsproject, waarbij onder andere nieuwe spelregels werden getest. Op 11 november 2016 werd Hadžikadunić tijdens een EK-kwalificatiewedstrijd met Zweden –19 tegen Moldavië –19 van het veld gestuurd. Hij ontving in de met 1–0 gewonnen wedstrijd twee gele kaarten. Zweden plaatste zich uiteindelijk voor het hoofdtoernooi in Georgië, maar Hadžikadunić was tegen die tijd te oud om nog in actie te komen. Zijn laatste interland voor Zweden speelde hij op 19 november 2019 met Zweden –21 in een met 4–1 verloren kwalificatiewedstrijd tegen Ierland –21. 
| Jeugdinterlands van Dennis Hadžikadunić voor Zweden () | Jeugdinterlands van Dennis Hadžikadunić voor Zweden () | Jeugdinterlands van Dennis Hadžikadunić voor Zweden () | Jeugdinterlands van Dennis Hadžikadunić voor Zweden () | Jeugdinterlands van Dennis Hadžikadunić voor Zweden () | Jeugdinterlands van Dennis Hadžikadunić voor Zweden () |
| №                                                      | Datum                                                  | Wedstrijd                                              | Uitslag                                                | Soort Wedstrijd                                        | Doelpunten                                             |
| Als speler bij Onder-16                                | Als speler bij Onder-16                                | Als speler bij Onder-16                                | Als speler bij Onder-16                                | Als speler bij Onder-16                                | Als speler bij Onder-16                                |
| ------------------------------------------------------ | ------------------------------------------------------ | ------------------------------------------------------ | ------------------------------------------------------ | ------------------------------------------------------ | ------------------------------------------------------ |
| 1.                                                     | 27 april 2014                                          | Letland – Zweden                                       | 1 – 4                                                  | Vriendschappelijk                                      | 0                                                      |
| 2.                                                     | 28 april 2014                                          | Zweden – Rusland                                       | 2 – 0                                                  | Vriendschappelijk                                      | 0                                                      |
| 3.                                                     | 30 april 2014                                          | Finland – Zweden                                       | 2 – 3                                                  | Vriendschappelijk                                      | 0                                                      |
| 4.                                                     | 28 juli 2014                                           | Finland – Zweden                                       | 0 - 1                                                  | Vriendschappelijk                                      | 0                                                      |
| 5.                                                     | 31 juli 2014                                           | Engeland – Zweden                                      | 0 – 3                                                  | Vriendschappelijk                                      | 0                                                      |
| 6.                                                     | 2 augustus 2014                                        | Noorwegen – Zweden                                     | 0 – 2                                                  | Vriendschappelijk                                      | 0                                                      |
| 7.                                                     | 26 augustus 2014                                       | Noord-Ierland – Zweden                                 | 1 – 2                                                  | Vriendschappelijk                                      | 0                                                      |
| 8.                                                     | 29 augustus 2014                                       | Polen – Zweden                                         | 4 – 0                                                  | Vriendschappelijk                                      | 0                                                      |
| 9.                                                     | 25 september 2014                                      | Zweden – Letland                                       | 2 – 1                                                  | EK-kwalificatie                                        | 0                                                      |
| 10.                                                    | 27 september 2014                                      | Griekenland – Zweden                                   | 0 – 0                                                  | EK-kwalificatie                                        | 0                                                      |
| 11.                                                    | 30 september 2014                                      | Zweden – Oekraïne                                      | 0 – 0                                                  | EK-kwalificatie                                        | 0                                                      |
| Als speler bij Onder-17                                |                                                        |                                                        |                                                        |                                                        |                                                        |
| 1.                                                     | 11 februari 2015                                       | Denemarken – Zweden                                    | 1 – 1                                                  | Vriendschappelijk                                      | 0                                                      |
| 2.                                                     | 13 februari 2015                                       | Polen – Zweden                                         | 4 – 0                                                  | Vriendschappelijk                                      | 0                                                      |
| 3.                                                     | 20 maart 2015                                          | Spanje – Zweden                                        | 2 – 0                                                  | EK-kwalificatie                                        | 0                                                      |
| 4.                                                     | 25 maart 2015                                          | Israël – Zweden                                        | 2 – 0                                                  | EK-kwalificatie                                        | 0                                                      |
| 5.                                                     | 3 september 2015                                       | Noorwegen – Zweden                                     | 2 – 1                                                  | Vriendschappelijk                                      | 0                                                      |
| 6.                                                     | 7 september 2015                                       | Zweden – Portugal                                      | 3 – 1                                                  | Vriendschappelijk                                      | 0                                                      |
| Als speler bij Onder-18                                |                                                        |                                                        |                                                        |                                                        |                                                        |
| 1.                                                     | 31 mei 2016                                            | Zweden – Hongarije                                     | 0 – 0                                                  | Vriendschappelijk                                      | 0                                                      |
| 2.                                                     | 4 juni 2016                                            | Zweden – Ierland                                       | 4 – 1                                                  | Vriendschappelijk                                      | 0                                                      |
| 3.                                                     | 4 september 2016                                       | Noorwegen – Zweden                                     | 2 – 6                                                  | Vriendschappelijk                                      | 0                                                      |
| 4.                                                     | 6 september 2016                                       | Denemarken – Zweden                                    | 3 – 1                                                  | Vriendschappelijk                                      | 0                                                      |
| 5.                                                     | 4 oktober 2016                                         | Schotland – Zweden                                     | 1 – 2                                                  | Vriendschappelijk                                      | 0                                                      |
| 6.                                                     | 6 oktober 2016                                         | Schotland – Zweden                                     | 2 – 0                                                  | Vriendschappelijk                                      | 0                                                      |
| Als speler bij Onder-19                                |                                                        |                                                        |                                                        |                                                        |                                                        |
| 1.                                                     | 11 november 2016                                       | Zweden – Moldavië                                      | 1 – 0                                                  | EK-kwalificatiewedstrijd                               | 0                                                      |
| 2.                                                     | 23 maart 2017                                          | Zweden – België                                        | 1 – 2                                                  | EK-kwalificatiewedstrijd                               | 0                                                      |
| 3.                                                     | 25 maart 2017                                          | Zweden – Ierland                                       | 3 – 0                                                  | EK-kwalificatiewedstrijd                               | 0                                                      |
| Als speler bij Onder-20                                |                                                        |                                                        |                                                        |                                                        |                                                        |
| 1.                                                     | 4 oktober 2017                                         | Zweden – Denemarken                                    | 3 – 2                                                  | Vriendschappelijk                                      | 0                                                      |
| 2.                                                     | 7 oktober 2017                                         | Zweden – Denemarken                                    | 2 – 2                                                  | Vriendschappelijk                                      | 0                                                      |
| Als speler bij Onder-21                                |                                                        |                                                        |                                                        |                                                        |                                                        |
| 1.                                                     | 23 maart 2018                                          | Turkije – Zweden                                       | 0 – 3                                                  | EKkwalificatiewedstrijd                                | 0                                                      |
| 2.                                                     | 7 juni 2019                                            | Zweden – Noorwegen                                     | 3 – 1                                                  | Vriendschappelijk                                      | 0                                                      |
| 3.                                                     | 11 juni 2019                                           | Finland – Zweden                                       | 2 – 3                                                  | Vriendschappelijk                                      | 0                                                      |
| 4.                                                     | 10 september 2019                                      | Ierland – Zweden                                       | 1 – 3                                                  | EKkwalificatiewedstrijd                                | 0                                                      |
| 5.                                                     | 12 oktober 2019                                        | Zweden – IJsland                                       | 5 – 0                                                  | EKkwalificatiewedstrijd                                | 0                                                      |
| 6.                                                     | 15 oktober 2019                                        | Luxemburg – Zweden                                     | 0 – 3                                                  | EKkwalificatiewedstrijd                                | 0                                                      |
| 7.                                                     | 15 oktober 2019                                        | Ierland – Zweden                                       | 4 – 1                                                  | EKkwalificatiewedstrijd                                | 0                                                      |
| Bijgewerkt tot 14 oktober 2023                         |                                                        |                                                        |                                                        |                                                        |                                                        |

### Bosnië en Herzegovina
Op 11 oktober 2020 maakte Hadžikadunić zijn debuut tijdens een interland voor de Nations League  tegen het Nederlands Elftal. In de met 0-0 geëindigde wedstrijd speelde hij 90 minuten als centrale verdediger.

#### Nations League 2020/21 (Divisie A)
Bosnië en Herzegovina was deze editie ingedeeld bij Nederland, Italië en Polen. Hadžikadunić ontbrak tijdens de eerste twee wedstrijden omdat hij nog niet genaturaliseerd was. Hierin werd in Florence met 1-1 gelijkgespeeld tegen Italië en in eigen land met 1-2 verloren van Polen. Na zijn debuut tegen Nederland werd hij in de rest van alle wedstrijden door bondscoach Dušan Bajević ingezet. Hij vormde hierbij samen met Sinisa Sanicanin het centrale verdedigingsduo. Bosnië en Herzegovina verloor verder alle wedstrijden en eindigde op de laatste plaats in de groep. Met degradatie naar de Divisie B als gevolg.

#### Wereldkampioenschap 2022
In aanloop richting het wereldkampioenschap voetbal in Qatar werd Ivajlo Petev de opvolger van Bajević. De nieuwe bondscoach koos eveneens voor Hadžikadunić als centrale verdediger en hij speelde in zes van de acht kwalificatiewedstrijden mee. In een team met onder anderen Edin Džeko, Miralem Pjanić en Gojko Cimirot wisten hij en zijn teamgenoten zich niet te kwalificeren. Men eindigde op de vierde plaats.  

#### Nations League 2022/23 (Divisie B)
Na degradatie kwam Bosnië en Herzegovina voor de Nations League 2022/23 terecht in een poule met Finland, Montenegro en Roemenië. Hadžikadunić ontbrak in beide wedstrijden tegen de Roemenen. In de overige wedstrijden vormde hij samen met Anel Ahmedhodžić het centrale verdedigingsduo. Bosnië en Herzegovina werd met drie punten voorsprong eerste in hun poule waardoor ze terugkeerden in divisie A.

#### Europees kampioenschap 2024
Bosnië en Herzegovina begon de kwalificatiereeks richting het Europees kampioenschap 2024 met Faruk Hadžibegić als nieuwe bondscoach die echter na vier duels wegens teleurstellende resultaten werd ontslagen. Meho Kodro was in eerste instantie de opvolger echter werd hij na twee wedstrijden vervangen door Savo Milošević. De trainerswissel pakte goed uit voor Hadžikadunić die onder Hadžibegić op de reservebank terecht was gekomen en onder de twee nieuwe bondscoaches weer terugkwam in het elftal. Hij kwam daardoor nog tot vijf interlands tijdens de kwalificatie voor Duitsland. Via een vijfde plaats in de poule plaatste Bosnië en Herzegovina zich voor de play-offs waarin Oekraïne met 2-1 te sterk was. Hadžikadunić speelde de gehele wedstrijd mee.

#### Nations League 2024/25 (Divisie A)
Met Sergej Barbarez kreeg Hadžikadunić opnieuw met een nieuwe trainer te maken bij het nationale elftal. Deze wisseling pakte voor hem slecht uit. Hij zat alleen tijdens de uitwedstrijd tegen Hongarije bij de selectie. Voor de overige wedstrijden werd hij niet door de nieuwe bondscoach geselecteerd.
| Interlands van Dennis Hadžikadunić voor Bosnië en Herzegovina | Interlands van Dennis Hadžikadunić voor Bosnië en Herzegovina | Interlands van Dennis Hadžikadunić voor Bosnië en Herzegovina | Interlands van Dennis Hadžikadunić voor Bosnië en Herzegovina | Interlands van Dennis Hadžikadunić voor Bosnië en Herzegovina | Interlands van Dennis Hadžikadunić voor Bosnië en Herzegovina |
| №                                                             | Datum                                                         | Wedstrijd                                                     | Uitslag                                                       | Soort Wedstrijd                                               | Doelpunten                                                    |
| ------------------------------------------------------------- | ------------------------------------------------------------- | ------------------------------------------------------------- | ------------------------------------------------------------- | ------------------------------------------------------------- | ------------------------------------------------------------- |
| 1.                                                            | 11 Oktober 2020                                               | Bosnië en Herzegovina – Nederland                             | 0 – 0                                                         | Nations League 2020/21 (Divisie A)                            |                                                               |
| 2.                                                            | 14 oktober 2020                                               | Polen – Bosnië en Herzegovina                                 | 3 – 0                                                         | Nations League 2020/21 (Divisie A)                            |                                                               |
| 3.                                                            | 15 november 2020                                              | Nederland – Bosnië en Herzegovina                             | 3 – 1                                                         | Nations League 2020/21 (Divisie A)                            |                                                               |
| 4.                                                            | 18 november 2020                                              | Bosnië en Herzegovina – Italië                                | 0-2                                                           | Nations League 2020/21 (Divisie A)                            |                                                               |
| 5.                                                            | 24 maart 2021                                                 | Finland – Bosnië en Herzegovina                               | 2-2                                                           | WK-kwalificatie 2022                                          |                                                               |
| 6.                                                            | 27 maart 2021                                                 | Bosnië en Herzegovina – Costa Rica                            | 0-0                                                           | Vriendschappelijk                                             |                                                               |
| 7.                                                            | 31 maart 2021                                                 | Bosnië en Herzegovina – Frankrijk                             | 0-1                                                           | WK-kwalificatie 2022                                          |                                                               |
| 8.                                                            | 2 juni 2021                                                   | Bosnië en Herzegovina – Montenegro                            | 0-0                                                           | Vriendschappelijk                                             |                                                               |
| 9.                                                            | 6 juni 2021                                                   | Denemarken – Bosnië en Herzegovina                            | 2-0                                                           | Vriendschappelijk                                             |                                                               |
| 10.                                                           | 1 september 2021                                              | Frankrijk – Bosnië en Herzegovina                             | 1-1                                                           | WK-kwalificatie 2022                                          |                                                               |
| 11.                                                           | 4 september 2021                                              | Bosnië en Herzegovina – Koeweit                               | 1-0                                                           | Vriendschappelijk                                             |                                                               |
| 12.                                                           | 7 september 2021                                              | Bosnië en Herzegovina – Kazachstan                            | 2-2                                                           | WK-kwalificatie 2022                                          |                                                               |
| 13.                                                           | 12 oktober 2021                                               | Oekraïne – Bosnië en Herzegovina                              | 1-1                                                           | WK-kwalificatie 2022                                          |                                                               |
| 14.                                                           | 16 november 2021                                              | Bosnië en Herzegovina – Oekraïne                              | 0-2                                                           | WK-kwalificatie 2022                                          |                                                               |
| 15.                                                           | 29 maart 2022                                                 | Bosnië en Herzegovina – Luxemburg                             | 1-0                                                           | Vriendschappelijk                                             |                                                               |
| 16.                                                           | 4 juni 2022                                                   | Finland – Bosnië en Herzegovina                               | 1 – 1                                                         | Nations League 2022/23 (Divisie B)                            |                                                               |
| 17.                                                           | 11 juni 2022                                                  | Montenegro – Bosnië en Herzegovina                            | 1 – 1                                                         | Nations League 2022/23 (Divisie B)                            |                                                               |
| 18.                                                           | 14 juni 2022                                                  | Bosnië en Herzegovina – Finland                               | 3 – 2                                                         | Nations League 2022/23 (Divisie B)                            |                                                               |
| 19.                                                           | 23 september 2022                                             | Bosnië en Herzegovina – Montenegro                            | 1 – 0                                                         | Nations League 2022/23 (Divisie B)                            |                                                               |
| 20.                                                           | 23 maart 2023                                                 | Bosnië en Herzegovina – IJsland                               | 3-0                                                           | EK-kwalificatie 2024                                          |                                                               |
| 21.                                                           | 8 september 2023                                              | Bosnië en Herzegovina – Liechtenstein                         | 2-1                                                           | EK-kwalificatie 2024                                          |                                                               |
| 22.                                                           | 11 september 2023                                             | IJsland – Bosnië en Herzegovina                               | 1-0                                                           | EK-kwalificatie 2024                                          |                                                               |
| 23.                                                           | 13 oktober 2023                                               | Liechtenstein – Bosnië en Herzegovina                         | 0-2                                                           | EK-kwalificatie 2024                                          |                                                               |
| 24.                                                           | 16 november 2023                                              | Bosnië en Herzegovina – Portugal                              | 0-5                                                           | EK-kwalificatie 2024                                          |                                                               |
| 25.                                                           | 19 november 2023                                              | Bosnië en Herzegovina – Slovenië                              | 1-2                                                           | EK-kwalificatie 2024                                          |                                                               |
| 26.                                                           | 21 maart 2024                                                 | Bosnië en Herzegovina – Oekraïne                              | 1-2                                                           | EK-kwalificatie 2024                                          |                                                               |
| 27.                                                           | 3 juni 2024                                                   | Engeland – Bosnië en Herzegovina                              | 3-0                                                           | Vriendschappelijk                                             |                                                               |
| 28.                                                           | 9 juni 2024                                                   | Italië – Bosnië en Herzegovina                                | 1-0                                                           | Vriendschappelijk                                             |                                                               |
| Bijgewerkt tot 14 juli 2024                                   |                                                               |                                                               |                                                               |                                                               |                                                               |

## Erelijst
| Landskampioen Zweden | 2x | 2016, 2017 |
| Zweedse voetbalbeker | 1x | 2021/22    |

## Persoonlijk
Hadžikadunić is de zoon van Bosnische ouders die hun land ontvluchtten vanwege de oorlog en zich in Zweden vestigden. Hij werd geboren in Malmö. Hij spreekt vloeiend vier talen: Engels, Zweeds, Bosnisch en Russisch, en beheerst daarnaast basiskennis van het Spaans en Duits. Zijn bijnaam is "Hadzi 